# Bonsmara

## Origem
Bonsmara é uma raça de gado bovino conhecida pela alta qualidade da sua carne. Teve a sua origem na África do Sul na sequência de uma experiência cientifica do professor Jan Bonsma, que criou esta raça depois de vários cruzamentos entre animais de outras raças (5/8 Afrikaner, 3/16 Hereford e 3/16 Shorthorn).
A raça possui rigorosa seleção para características economicamente relevantes, como adaptabilidade, musculatura, fertilidade e frame. Estes critérios garantem que os animais sejam bem adaptados ao clima tropical e apresentem desempenho e acabamento excelentes em países com este clima, entre eles o Brasil.

## Características da Raça

### Adaptabilidade e Resistência
Bonsmara foi concebida para ser adaptada aos climas tropicais e sub-tropicais e por esta razão é resistente a doenças, especialmente à um dos maiores inimigos dos trópicos: o carrapato, sendo tolerante à Anaplasmose ou tristeza parasitária.
Além disso, sofre pouca influência da mosca do chifre devido à cor marrom do gado Bonsmara, conferindo maior adaptabilidade e resistência às condições tropicais.

### Carne Nobre
A genética dos animais Bonsmara  confere à carne dos animais maior qualidade, maciez e sabor, apresentando excelente marmoreio como as melhores carnes de origem europeia. Estas características são muito procuradas pelo consumidor brasileiro e o mercado de carnes premium apresenta grande crescimento.

### Criação à pasto
Em pasto seco, de braquiarão, os touros Bonsmara mostram capacidade de produzir bezerros mesmo em condições adversas e apresentam um escore corporal semelhante ao de animais em confinamento, entretanto, estão a pasto recebendo apenas suplementação. A raça é criada 100% a pasto e comprova seu grande potencial e adaptabilidade ao clima.
Além disto, a raça Bonsmara é reconhecida como a raça bovina de maior conversão alimentar do mundo, ganho médio diário de 2,86 kg, em média 4,4 kg de matéria seca por um quilo de ganho de peso.

### Fertilidade e Precocidade Sexual
O touro Bonsmara cobre muito bem à pasto por muitos anos, em condições de calor e umidade, precisam de apenas um mínimo manejo sanitário, além disto são sexualmente precoces, sendo que os touros já conseguem cobrir vacas a partir dos 18 meses e as fêmeas apresentam fertilidade desde os 15 meses, com boa habilidade materna, bom intervalo entre os partos e desmamando bezerros pesados e férteis.
A raça Bonsmara pode ser usada com eficiência nos cruzamentos com matrizes zebuínas, como nelore, produzindo animais F1 muito precoces.
Os animais gerados do cruzamento industrial são produtivos à campo e com bom peso final.

### Cruzamento Industrial e Heterose
O gado Bonsmara é um animal originário de raças 100% taurinas: 5/8 Afrikâner, 3/16 Shorthon, 3/16 Hereford, não possuindo sangue zebuíno em sua composição, o que faz com que o cruzamento com raças zebuínas como, por exemplo, nelore apresente heterose plena. Isso significa aproximadamente 20 a 25% de ganho peso e melhoria nas características economicamente importantes como precocidade sexual e acabamento. 

### Docilidade
Esta talvez seja uma das principais características dos animais Bonsmara. Os animais são dóceis, causam menos acidentes e seu manejo é fácil e seguro. Além disto, é sabido que animais mais calmos ganham mais peso e tem melhor conversão alimentar, produzindo carne de melhor qualidade e gerando melhores resultados econômicos.

### Comparativo
No comparativo com outros taurinos como Angus e Senepol os touros Bonsmara possuem vantagens econômicas relevantes pois, são adaptados e capazes de cobrir à pasto o que dispensa custos elevados com inseminação (IATF), fazendo com que a raça se torne mais acessível ao pecuarista brasileiro.